# Bugs Bunny in Double Trouble
Bugs Bunny in Double Trouble è un videogioco sviluppado dalla Atod AB per il Sega Mega Drive ed il Game Gear, pubblicato nel 1996.
Il gioco ha come interprete Bugs Bunny e fornisce una grafica 3D (simile a Donkey Kong Country per il Super Nintendo).
I livelli sono vagamente basati su vari cartoni classici di Bugs Bunny, come Duck! Rabbit! Duck!, Bully for Bugs, Il cavaliere Bugs e molti altri.

## Nemici/Boss
- Taddeo: Possiede un fucile.
- Toro e Leone -
- Toro: Corre verso il giocatore per colpirlo con le corna.
- Leone: Scaglia fendenti al giocatore con i suoi artigli.
- 4 Ladri -
- Ladro 1: Vola verso il giocatore su di un tappeto magico.
- Ladro 2: Utilizza un boomerang.
- Ladro 3: Maneggia una spada.
- Ladro 4: Prende a pugni il giocatore.
- Yosemite Sam: Usa una lancia.
- Cavaliere Nero: Possiede un'ascia d'armi.
- Drago: Sputa palle di fuoco dalla bocca.
- Pipistrello e Fantasma -
- Pipistrello: Piomba addosso al giocatore.
- Fantasma: Morde il giocatore.
- Gossamer: Cerca di schiaffeggiare Bugs.
- Strega Hazel: Crea nubi di pozione mortale. Qualche volta ripristinerà la sua salute.
- Disco Volante -
- Primo Scontro: Vola verso il giocatore.
- Secondo Scontro: Spara missili ed arpioni da un cannone.
- K-9: Corre verso il giocatore cercando di buttarlo a terra.
- Marvin il Marziano: Getta dinamiti a Bugs.